# Etsha 1
Etsha 1 è un villaggio del Botswana situato nel distretto Nordoccidentale, sottodistretto di Ngamiland West. Il villaggio, secondo il censimento del 2011, conta 965 abitanti.

## Località
Nel territorio del villaggio sono presenti le seguenti 2 località:
- Etsha No 2 di 214 abitanti,
- Etsha No 3 di 100 abitanti